# Mieczysław Żemojtel
Mieczysław Żemojtel (ur. 28 września 1898 w Stokliszkach, zm. 19 marca 1943 w KL Lublin) – Polak zamordowany za pomoc Żydom podczas II wojny światowej.

## Życiorys
Mieczysław Żemojtel działał na rzecz państwa w okresie kształtowania się granic II Rzeczypospolitej. Został za to w 1933 roku odznaczony przez prezydenta Ignacego Mościckiego Medalem Niepodległości.
Na początku lat 20. zamieszkał w Warszawie, gdzie założył rodzinę. Pracował jako urzędnik w Pocztowej Kasie Oszczędności. Według rodzinnych przekazów na początku okupacji niemieckiej miał pomóc żydowskiej rodzinie dokonać zabronionych przez Niemców operacji finansowych. Miał za to zostać wyrzucony z pracy. W efekcie musiał zostawić żonę oraz dwójkę dzieci i wyjechać do pracy do wsi Somianka w północno-wschodnim Mazowszu. Wspomagał tam Karola Rubacha. Był to Niemiec, który zarządzał zarekwirowanym majątkiem Władysława Müllera. Sam Żemojtel najpewniej cieszył się szacunkiem wśród mieszkańców Somianki, gdyż mimo tego, że był przyjezdny, proszono go o bycie ojcem chrzestnym.
Najpewniej wiosną 1941 roku w Somiance pojawiło się dwoje Żydów przedstawiających się jako rodzeństwo – Anna (Hania) i Marian (Moniek) Kowalscy. Anna miała ok. 18–20 lat, była nieco starsza od Mariana. Żemojtel zatrudnił ich w majątku, dzięki czemu mieli legalny pobyt. Wielu pracowników wiedziało, że Anna i Marian są Żydami. Rodzeństwo zaczęło się ukrywać na wieść o kolejnych działaniach wymierzonych w ludność żydowską. Żemojtel kontynuował pomoc także po tym, jak w październiku 1941 roku na terenie Generalnego Gubernatorstwa wprowadzono karę śmierci za pomoc Żydom. Wsparcie zapewniały także Marianna Krawczyk, Marianna Stępkowska oraz gospodyni pałacu Maria Kroczewska, które dostarczały ukrywającym się żywność i ubrania.
Pod koniec października 1942 roku do pałacu w Somiance przyjechali żandarmi z posterunku w Wyszkowie, którzy najpewniej otrzymali donos o ukrywających się w pałacu Żydach. Niemcy podczas przeszukania budynku znaleźli Annę. Marianowi udało się uciec. Anna, mimo poddania torturom, nie wskazała osób, które jej pomagały. Żandarm Heinrich Sichau oraz jego współpracownik wyprowadzili ją z dworu i kilka metrów dalej zastrzelili.
Jako że Anna podczas przesłuchania nikogo nie wydała, Niemcy nie mieli podstaw do wyciągnięcia konsekwencji wobec pomagających jej Polaków. Polecili Żemojtelowi wezwać osoby pracujące w budynku, zakładając, że wiedziały o ukrywanych Żydach. Przyprowadził Mariannę Krawczyk i Mariannę Stępkowską, uprzedzając je, że Anna Kowalska nic nie powiedziała. Po przesłuchaniu grupy żandarmi zaaresztowali Rubacha i Żemojtela i wywieźli ich do aresztu w Wyszkowie. Rubach został wkrótce wypuszczony, Żemojtel zaś pozostał w areszcie. Około 10 listopada 1942 roku aresztowano również trzy wspomniane kobiety pomagające Żydom. Dzięki postawie Anny Kowalskiej Niemcy nie mieli dowodów, że pomagały one rodzeństwu.
Cała czwórka została przetransportowana do Ostrowi Mazowieckiej, a stamtąd na Pawiak, a następnie do obozu koncentracyjnego na Majdanku. Żemojtel trafił tam 13 marca 1943 roku. Zginął po kilku dniach, 19 marca 1943 roku. Rodzina o jego śmierci dowiedziała się dwa miesiące później. Trójka aresztowanych z nim kobiet została zwolniona z obozu pod koniec maja 1943 roku. Doczekały końca wojny.
Według jednej z relacji, zwłoki Anny Kowalskiej pochowano w pobliżu miejsca egzekucji. W 1958 roku zostały ekshumowane i przeniesione na Cmentarz Powstańców Warszawy. Marian Kowalski uniknął aresztowania. Jego losy są nieznany.
Karol Rubach w 1944 roku przyczynił się do zamordowania właściciela majątku w Somiance – Władysława Müllera. Sam Rubach zginął w okresie powstania warszawskiego.
Syn Mieczysława Żemojtela zginął jako żołnierz Armii Krajowej.
Heinrich Sichau, który jako żandarm był odpowiedzialny za śmierć wielu osób w rejonie Wyszkowa, w latach 70. był sądzony przed niemieckim sądem. W 1979 roku postępowanie wobec niego umorzono ze względu na stan zdrowia. Sichau zmarł w 2003 roku, w wieku 85 lat.

## Upamiętnienie
W 2023 roku w Somiance w ramach projektu Zawołani po imieniu uroczyście odsłonięto tablicę upamiętniającą Mieczysława Żemojtela i Annę Kowalską. W wydarzeniu uczestniczyli między innymi: dyrektor Instytutu Pileckiego Magdalena Gawin oraz jego wnuczka Mirosława Korycka.